# 충청 방언
충청 방언(忠淸 方言), 호서 사투리 또는 호서 방언 (湖西 方言)은 대전광역시, 세종특별자치시, 충청남도, 충청북도, 그리고 경기도 평택시를 포함한 호서 지방(湖西地方) 전 지역에서 주로 사용하는 한국어의 방언이다. 기존의 여러 방언 관련 연구에서 충청도 방언은 경기도 방언, 황해도 방언, 강원도 방언과 함께 중부 방언이라는 한 테두리로 묶여 정체성이 약하다. 한편, 충청 방언은 경기 방언과 억양, 음운, 문법 면에서 이질적인 부분이 존재하기 때문에 따로 구분하여 볼 필요가 있다는 의견도 있다. 경기 방언과 호남 방언의 중간점에 위치하여 둘 사이의 과도적 특징이 다수 존재한다.

## 개요
충청도 방언은 경기 방언과 대체로 비슷하지만 남부로 내려갈수록 서남 방언과의 방언이 더욱 강해지기도 한다. 말투가 느리고 온화하며, 억양이 차분한 것이 특징이다.

## 방언 구분

### 충청남도 방언 구분
충청도 중에서 충청남도 방언은 일반적으로 세 부분으로 나뉜다. 
- 제1방언권: 천안·아산·평택 지역

- 제2방언권: 서천·보령·부여·청양·공주·세종·논산·대전·계룡·금산 지역

- 제3방언권(내포방언권): 서산·당진·태안·홍성·예산 지역

이는 차령산맥을 기준으로 분류한 방언 체계이다. 따라서 서산 방언은 지리적으로 차령산맥을 경계로 북서쪽에 위치해 있는 태안·당진·홍성·예산 방언과 언어적 친연성을 맺고 있다.

### 충청북도 방언 구분
- 동부 지역 방언권: 단양, 제원군[4] 중원군, 괴산군의 연풍(연풍군)과 장연(장연면)→ 제원, 단양[5]

- 중부 지역 방언권: 중원군(現 충주시), 음성군, 진천군, 연풍면, 장연면을 제외한 괴산군의 나머지 지역, 보은군의 북부지역인 내북, 회북, 회남면, 옥천군의 군북면은 경기 방언과 충남 방언과 유사하다. 다만, 청원군을 포함한 청주시의 방언은 충남 방언과 제법 유사하나 조금은 약하다. 그러니까 현재의 충청남도 천안시(또는 옛 충청남도 직산군, 목천군) 일대보다 사투리가 그래도 약한 편이다. 특히 진천군 만승면과 음성군, 중원군 일대는 사투리가 경기 방언과 유사한 편이다.[6]

- 남부 지역 방언권: 옥천군의 군북면을 제외한 옥천군 전성과 보은군, 영동군의 동부 지역. 이 지역들은 접촉 방언의 성격을 띰.

대전, 세종, 청주, 천안, 평택 등 중부지역 또는 서산, 당진, 태안, 홍성, 예산, 보령, 서천 등 서해안 지역과 충주, 제천, 단양 등 북동부 내륙지역 간에 다소 차이를 보이기도 하지만, 대체로 경기 방언과 유사하고, 지역별로 서남 방언 또는 동남 방언의 영향을 받기도 한다. 단양의 경우에는 경상북도 예천과 문경, 영주와 맞닿아있기 때문에 동남 방언과 섞인 충청도 방언을 사용한다. 현대에는 대전광역시에 대도시가 조성되고 수도권 등에서 외지인이 유입되면서 일부 지역에서 표준어와 비슷해지는 경향을 보이나 아직까지 대전광역시의 경우 대전에서 적어도 3대 이상 대대로 살아온 대전 토박이와 세종특별자치시의 연기군 때부터 살아왔던 토박이들, 충청남도 공주, 부여, 청양, 충청남도 내포지역(서산, 당진, 홍성, 예산, 태안)과 충청북도 청주 이남 남부 3군(보은, 옥천, 영동), 그리고 충청남도 천안시와 아산시의 읍면지역은 충청 방언의 억양이 다른 지역보다 많이 남아있다.

## 음소

### 충청남도
모음
- 10개 단모음이 존재함. 다만 서산, 아산, 예산, 청양, 보령 등지에서는 ‘외’의 원순성이 약화된다.
- ‘계획’의 ‘계’를 [게]로 발음함. 다만 ‘예’는 [예]로 발음한다.
- 분리 독립했지만, 광의의 충남권인 대전과 세종을 포함한 총 17개 市郡 중에서 대전과 논산, 금산, 서천처럼 전라도에 인접한 지역에서는 ‘의’를 [으:]나 [으]로 발음한다.

자음
유성음 사이에 있는 [ㄱ], [ㅂ], [ㅅ]이 탈락하지 않고 보존된다.
실겅(시렁)<당진, 아산, 천안, 홍성, 청양, 공주, 대전, 금산>
- 새뱅이(새우)<아산, 천안, 예산, 홍성, 청양, 대전>, 새빙게<금산>
- 여수(여우)<서산, 당진, 천안, 예산, 홍성, 청양, 공주, 보령, 서천, 논산, 대전, 금산>

운소
음장이 존재한다.
- 눈(眼) 눈(雪)[눈:]/매(鞭) 매(鷹)[매:]/ 밤(夜) 밤(栗)[밤:]벌(罰)[벌] 벌(蜂)[벌:]/일(一) 일(事)[일:]/ 줄(絃) 줄(연장)[줄:]

기타
- 이 지역은 특히 자네라는 언어를 젊은 사람에게 굉장히 많이 쓰기도 한다.[8]

### 충청북도
모음
- 단모음 : 진천, 음성, 중원, 청원, 괴산, 보은, 옥천, 영동 8개군에서는 10개 모음이 실현된다. 그런데 제원에서는 ‘위’가 이중모음 wi로 실현되고, 단양에서는 i, E, ɨ, ə, a, u, o 등 7개 모음이 실현됨.

(단양은 강원도와 경상북도에 인접해 있고, 영동은 경상북도와 전라북도에 인접해 있다.)
- ‘계획(計劃)’의 ‘계’를 ‘게’로 발음함. ‘계획’을 ‘게혹’이라고 함.
- ‘의논’의 ‘의’를 음성, 괴산에서는 ‘으’로 발음하고, 단양에서는 ‘으:’로 발음하며, 제원․ 옥천․영동 등지에서는 ‘이:’로 발음하고, 그 나머지 지역에서는 ‘의’로 발음한다.

자음
- 유성음 사이에 있는 [ㄱ], [ㅂ], [ㅅ]이 탈락하지 않고 보존됨.
- [ㄱ] 보존 : ① 실겅(시렁)<진천, 음성, 청원, 괴산, 보은, 옥천, 영동>②실궝<중원> ③ 실광<제원, 단양> ④ 시렁<중원>
- [ㅂ] 보존 : ① 새부랭이(새우)<보은> ② 새뱅이<진천, 음성, 중원, 청주, 옥천>, ③ 새벵이<괴산> ④ 사붕개<영동>
- [ㅅ] 보존 : ① 여수(여우)<진천, 음성, 중원, 청주, 괴산, 옥천> ② 여:수<보은, 영동> ※ 무수(진천, 음성, 제원, 단양, 괴산, 보은, 옥천, 영동)

운소
- 음장이 존재한다.
- 눈(眼) 눈(雪)[눈:]/매(鞭) 매(鷹)[매:]/ 밤(夜) 밤(栗)[밤:]/    벌(罰)[벌] 벌(蜂)[벌:]/일(一) 일(事)[일:]/ 줄(絃) 줄(연장)[줄:]

## 음운
- 10개 단모음이 모두 존재한다.
- 음장이 있다.
- 구개음화, 전설모음화, 움라우트, 어두경음화, 음성모음화 현상 등이 나타난다.
- 유성음 사이의 ‘ㄱ, ㅂ, ㅅ’ 보존. [보기] 실겅(시렁), 벌거지(벌레), 싱그다(심다),빵구다(빻다), 가새(가위), 아수보다(아우보다),무수(무), 여수(여우), 입수벌(입술), 새뱅이(새우), 자부름(졸음)

### 충청남도 음운
- 자음 탈락 : 값이→[가비], 삯이→[사기](천원, 예산, 홍성, 보령, 서천)
- 움라우트 : 값이 →[개비](청양, 논산, 금산)
- 어두변음화 ① 삯이→[싸기](공주, 서산, 대덕)/[쌔기](당진, 아산, 청양, 연기, 부여, 논산, 금산) ② 삶:지 →쌈:찌(서산, 서천을 제외한 지역)
- 음성모음화 : ‘맑아’를 보령에서만 [말가]로 발음하고 그 외 지역에서는 [말거]로 발음함. 보령에서 ‘밟아’를 [발:버]로 발음함.
- 모음조화 동요
- 저모음화 : 배추→배차, 따뜻이→따땃이, 심부름→심바람
- 구개음화 : ① ‘ㄱ' 구개음화 <보기>전디다(견디다), 저드랭이(겨드랑이), 질(길), 저(겨) ②‘ㅋ’ 구개음화 <보기> 치(키)<서산, 당진, 아산, 예산, 홍성, 청양,  공주, 연기, 보령, 부여, 서천, 논산, 대덕>※금산에서는 ‘쳉이’라고 함. ③‘ㅎ’ 구개음화 : 성(형)<당진, 아산, 예산, 홍성, 청양, 부여, 서천, 논산, 대덕, 금산> ※엉아(서산, 당진, 아산, 천원, 예산, 청양, 연기>
- ㅋ→ㄱ <보기> 부엌이→부어기 / ㅌ →  ㅅ<보기> 솥이 →소시 / ㅍ→ㅂ <보기> 숲이 →수비

### 충청북도 음운
- 자음탈락

진천과 영동에서는 ‘값이’를 [가비]로 발음하고, 옥천과 영동에서는 [개비]로 발음한다. ‘삯이’를 진천에서는 [사기]로 발음하고, 영동에서는 [싸기]로 발음하며, 청원에서는 [새기]로 발음하고, 보은과 옥천에서는 [쌔기]로 발음한다.
- 움라우트

① 꺾이다 →[께끼다](단양을 제외한 모든 지역)
② 밥이 →[배비](음성, 청원, 보은, 옥천, 영동)
③ 앞이 →[애피](보은, 옥천)

### 기타
충청도 사투리의 음운 체계는 경기 방언과 대체로 일치하지만 일부에서 차이를 보인다.
중세 국어에서 반치음(ㅿ)을 가졌던 용언 대부분은 충청도 사투리에서 'ㅅ'으로 바뀌어 규칙 활용을 보여주며 체언에서도 'ㅅ'으로 바뀐 어형들이 많다.
- 여우 → 여수
- 무 → 무수
- 선을 '그었다[劃]' → 선을 '그섰다'
- 병(病)이 '나았다' → 병이 '나섰다'

충청도 사투리에서 체언 말음의 'ㅋ', 'ㅍ'은 유기성이 사라져 각각 'ㄱ', 'ㅂ'으로 바뀌는 경우가 많이 나타난다.
- '부엌'에 있다 → '부억'에 있다
- '무릎'을 치다 → '무릅'을 치다

자음군을 말음으로 가지던 체언도 단순화된다.
- '삯'을 받다 → '삭'을 받다
- '닭'이 운다 → '닥'이 운다
- '책값'이 얼마냐 → '책갑'이 얼마냐

'ㅌ, ㅈ, ㅊ'을 말음으로 가지는 단어들은 충청도 사투리에서 말음이 'ㅅ'로 재구조화되어 나타난다.
- '꽃'이 아름답다 → '꼿'이 아름답다
- '밤낮'으로 일한다 → '밤낫'으로 일한다
- '솥'이 뜨겁다 → '솟'이 뜨겁다

어두 자음의 경음화 경향도 나타난다.
- '가시'가 많다 → '까시'가 많다
- 머리를 '감다' → 머리를 '깜다'

움라우트는 개재 자음을 사이에 두고 앞의 후설 모음이 뒤의 'ㅣ'에 의해 전설 모음으로 바뀌는 현상으로서 충청도 전역에서 고르게 분포되어 있는 현상이다.
- 아기 → 애기
- 어미 → 에미
- 고기 → 괴기

구개음화 현상도 충청도 방언에서 광범위하게 나타난다.
- 밭을[바틀] 갈다 → 밭을[바츨] 갈다

## 형태 및 통사
충청도 사투리의 문법 형태소는 지역에 따라 차이가 있긴 하나 대개 경기도 지방과 비슷하거나 전라도 지방과 비슷하지만 작은 차이를 보인다.
충청도 사투리에서 부사격 조사 중 '~(누구)에게'라는 표현으로 '~헌테/한티' 등이 자주 쓰인다. 공동격 조사인 '~(누구)와'와 같은 표현으로 '~허구', '~랑'이 자주 쓰인다.
도구격 조사로는 '~로'는 '~루/으루', 비교격 조사인 '~보다'는 '~보덤/보담'으로 사용한다. 종속 연결어미로는 표준어인 '~도', '~더라도' 대신 '~두', '~더라두' 등이 쓰인다.

## 문법
충청도 방언의 경어법 등급은 표준어와 대부분 일치하지만 표준어의 두루높임인 '~요' 대신 '~유'가 자주 쓰인다. 명령형 종결어미인 '~하세요', '~세요'나 '~ㅆ어요'는 '~하시유', '~하셔유', '~하슈', '~슈', '~ㅆ슈' 등으로 사용한다.
예삿말로는 주로 '~여', '~겨', '~려', '~랴' 등이 쓰인다. '~겨'의 경우 표준말의 '~거야'가 '~거여'의 모음조화를 거쳐  '~겨'로 축약된 형태이다. 표준어 '할래?'처럼 의문형 '~래'가 나올 경우 주로 '~려?'나 '~랴?'로 쓰이며, '~래'처럼 전달형 어미일 때는 주로 '~랴'가 사용된다.
- 관형격 조사(속격토) ‘의’는 ‘으, 에, 우’로 실현됨. 목적격 조사(대격토) ‘얼(을), 럴(를)’, 처격 조사 ‘이서(에서)’,  보조조사 ‘언(은), 넌(는)’ 등이 쓰인다.

```
  e.g. 밭에(밭의) 곡식, 남에/남우(남의) 집, 우리으(우리의) 처지
```

- 높임의 종결어미(맺음토) ‘-유’가 쓰인다.

```
  e.g. 그게 참말이어유(그것이 참말이어요). 
```

- 가느냐?→가냐?, 오겠느냐→오겄냐? *동사가 형용사처럼 활용된다.
- 청자에 대한 화자의 가벼운 의문을 나타내는 어미 ‘-남’이 쓰인다.

```
  e.g. 핵교에 갔다 왔남?
```

- 의문형 종결어미와 인용어의 어미에 ‘-댜’가 쓰인다.

```
  e.g. 늦는댜(늦는대?)?. 늦는댜(늦는대).  
```

- -ㄹ랑개벼(-ㄹ 것 같아, -려는 건가봐), -ㄹ라내벼(-려나봐)

```
  e.g. 비가 올랑개벼(비가 올 것 같아. 비가 오려나봐, 비가 오려는 건가봐). 비가 올래내벼(비가 오려나봐).
```

- 표준어 ‘ㄹ 거야’와 대응하는 '-ㄹ겨', ‘-ㄹ쳐’가 쓰인다.

```
  e.g. 나 안 갈쳐(나 안 갈 거야). 나 안 갈겨(나 안 갈 거야).
```

- 청자 대우법 *대부분의 지역에선 충청 방언의 고유 상대 높임법인 해유체를 쓰지만 일부 지역에선 하시오체를 쓰기도 한다.

```
    
평서형

    가요/가유     가시요/가시오/가쇼/가시유/가슈
    가네          가시네
    가            가셔
    간다          가신다
    
의문형

   가시요/가시오/가쇼/가시유/가슈/가십니까?
   가요/가유?
   가는 거요/가시는 거요/가는 거유/가시는 거유/가시는규?/가시는 겁니까?
   갈 거요/가실 거요/갈 거여요/가실 거여요/갈 거예요/가실 거예요/갈 거유/가실 거유/갈 거여유/가실 거여유/갈 거예유/가실 거예유/갈뀨/가실뀨/가실 겁니까?
   가나?
   가?
   가니?/가냐?
   가는겨?
     
명령형

   가시요/가시오/가쇼/가십시오/가십쇼/가시유/가슈
   가요/가유
   가게
   가
   가라/가거라
```

### 충청남도 문법
충청남도의 지역인 서산,당진,아산,천안,예산,홍성,청양,공주,연기,보령,부여,서천,논산,대덕(현재의 대전광역시),금산, 그리고 경기도 평택 중에서 해당되는 지역.
<연결어미 1>
- -(으)니까→(으)닝께: 서산, 예산, 청양, 공주, 연기(세종), 보령

<연결어미 2>
- -(으)면→(으)문: 서산, 당진, 아산, 연기(세종), 부여, 서천, 논산, 금산
- -(으)면→(으)먼: 당진, 천원, 예산, 홍성, 공주, 평택
- -(으)면→(으)면: 청양, 보령, 대덕(대전)

<연결어미 3>
- -(으)면서→(으)면서: 서산, 천원, 공주, 연기(세종), 보령, 서천, 금산
- -(으)면서→(으)먼서 : 당진, 홍성, 부여, 논산, 대덕(대전)
- -(으)면서→(으)매: 아산
- -(으)면서→(으)머: 청양, 논산
- -(으)면서→(으)머서: 예산

<선어말어미 1>
- ‘-겠-’→-겄- : 서산, 당진, 예산, 홍성, 공주, 연기(세종), 부여, 논산, 대덕(대전)
- ‘-겠-’→-겼- : 대덕(대전)
- ‘-겠-’→겠- : 천원, 보령
- ‘-겠-’ →-ㄹ란다  : 아산, 논산, 금산

<선어말어미 2>
- ‘-더-’→-더- : 서산, 당진, 아산, 예산, 홍성, 청양, 보령 부여
- ‘-더-’→-드- : 천원, 공주, 연기(세종), 서천, 논산, 대덕(대전), 금산

<선어말어미 3>
- ‘-았-’→-았- : 보령
- ‘-았-’→-었- : 서산, 당진, 아산, 천원, 예산 홍성, 청양, 공주, 연기(세종), 부여, 서천, 논산, 대덕(대전), 금산

<조사>
- ‘에게’→한티 : 당진, 아산, 천원, 예산, 홍성, 청양, 연기(세종), 대덕(대전), 금산
- ‘에게’→에게 : 서산, 공주, 보령, 부여, 서천
- ‘에게’→게 :논산

<보조용언>
- ‘싶다’ → 저프다 : 금산

<부사 1>
- ‘빨리’ → 싸게 : 예산, 홍성, 청양, 공주, 연기(세종), 보령, 부여, 서천, 논산, 대덕(대전), 금산

<부사 2>
- ‘어떻게’ →워떠케 : 서천
- ‘어떻게’ →어-티기 : 아산
- ‘어떻게’ → 어티기 : 공주

<청자대우법>
- ‘앉으시유’ : 당진, 앙산, 천원, 예산, 홍성, 청양, 공주, 대덕(대전)

### 충청북도 문법
충청북도의 지역인 중원, 제원, 단양, 진천, 음성, 청원, 괴산, 보은, 옥천, 영동 중에서 해당되는 지역.
<연결어미 1>
- ‘-(으)니까’→(으)니께 : 청원, 괴산, 보은, 옥천 , 영동
- ‘-(으)니까’→(으)닝께 : 보은, 영동

<연결어미 2>
- ‘-(으)면’ →(으)먼 : 제원, 단양, 진천, 괴산
- ‘-(으)면’→(으)문 : 옥천, 영동
- ‘-(으)면’→(으)믄 : 보은

## 어휘[1]
```
즐기/즉(겨울), 탑새기(먼지), 지청구(꾸지람), 스슥(조), 꼬무락지(부스럼), 개갈안나다(시원스럽지 못하다), 겅거니/건거니(반찬), 됩데/뎁데(도리어), 사다[賣], 팔다[買], 엄니(어머니), 옥수깽이(옥수수), 지랑(간장), 부루(상추), 졸(부추), 배차(배추), 무수(무), 누리(우박), 두텁다(두껍다), 도치(도끼), 자마리[전라도]/나마리[경북](잠자리)
```

### 충청남도 방언 어휘
- 김치 : 짐치(서산, 당진, 예산, 홍성, 청양, 공주, 보령, 부여, 서천, 논산)/김치(아산, 연기, 금산)
- 간장 :① 간장(서산, 당진, 아산, 천안, 예산, 홍성, 청양, 공주, 보령, 연기,부여, 서천, 논산, 대덕, 금산) ② 지랑(예산, 청양, 공주, 부여, 서천, 논산) ③ 지량(서산, 당진, 아산, 홍성, 보령) ④ 지렁(천안, 홍성, 대덕)
- 상추 : ① 부루(서산, 당진, 아산, 천안, 예산, 홍성, 청양, 연기, 보령, 부여, 서천) ② 상추(아산, 공주, 논산, 금산) ③ 상치(서천, 대덕) ④ 생치(홍성) ⑤ 생초(보령)
- 눌은밥 : ① 누름밥(아산) ② 누룸밥(아산 외 지역)
- 숭늉 : ① 숭님(서산, 당진, 예산, 청양, 공주, 보령, 부여, 서천, 논산, 금산) ② 숭냉(청양) ③ 숭늉(당진, 아산, 천안, 홍성, 연기, 대덕)
- 식혜 : ① 식헤(서산, 아산, 천원, 예산, 홍성, 공주, 연기, 보령, 서천, 대덕) ② 식혀(당진, 홍성, 청양) ③ 감주(당진, 천안, 예산, 청양, 부여, 서천, 논산, 대덕) ④ 단술(논산, 금산) ※ 당진, 아산, 천안, 예산, 청양 등지에서는 제사 지낼 때 건져 놓은 것     만을 ‘식혜’ 혹은 ‘식혀’라고 함.
- 뚜껑 : ① 뚜껑(서산, 당진, 아산, 천안, 예산, 청양, 공주, 연기, 보령, 부여, 논산, 대덕, 금산) ② 뚜께(홍성, 공주, 보령, 부여) ③ 떠께(서천) ④ 더께(연기) ⑤ 따     깡(홍성, 청양, 서천)
- 뚝배기 : ① 투가리(아산, 천안, 예산, 청양, 공주, 연기, 보령, 부여, 서천, 논산, 대덕, 금산) ② 투거리(서산, 당진) ③ 툭배기(당진, 예산, 홍성, 보령, 논산, 대덕)
- 성냥 : ① 성냥(서산, 당진, 아산, 천안, 홍성, 공주, 연기, 보령, 대덕) ② 성낭(천안, 예산, 홍성, 청양, 부여, 서천, 논산, 금산) ③ 당성냥(대덕)
- 그을음 : ① 끄:름(당진, 아산, 천안, 청양, 연기, 부여, 논산, 대덕) ② 끄:럼(서산, 예산, 홍성, 서천, 금산) ③ 끄시럼(보령) ④ 끄시름(공주)
- 열쇠 : ① 열:쇠(서산, 당진, 천안, 예산, 홍성, 청양, 공주, 보령, ,논산, 서천, 대덕, 금산) ② 열:때(아산, 홍성) ③ 쇠때(서산, 보령) ④ 쇠떼(부여,논산) ⑤ 열:세(연기, 부여)
- 어머니 : ① 엄니(예산, 홍성, 청양, 공주, 부여, 서천, 논산, 대덕) ② 어머니(청양, 공주를 제외한 지역)
- 아버지 : ① 아부지(논산, 금산) ② 아버지(논산,금산을 제외한 지역)
- 동생 : ① 동상(금산) ② 동생(금산을 제외한 지역)
- 도련님 : ① 도련님(서산, 홍성, 공주, 연기, 보령, 부여, 대덕) ② 데련님(당진, 예산, 보령) ③ 되련님(아산, 천안, 금산) ④ 데렌님(청양, 논산, 대덕)
- 고기(魚) : ① 괴기(서산, 당진, 아산, 천안, 홍성, 보령, 공주, 대덕, 금산) ② 고기(서산, 천안, 예산, 홍성, 청양, 연기, 보령, 부여, 서천,논산) ③ 물괴기(보령)
- 창자 : ① 창새기(서산, 당진, 아산, 천원,예산, 홍성, 청양, 공주에선 卑語, 연기,보령, 대덕, 금산) ② 창세기(부여, 서천) ③창사구(논산, 금산) ④ 창자(서산, 당진,     아산, 천안, 예산, 홍성, 청양, 공주, 연기, 보령, 부여, 서천, 논산, 대덕)
- 올챙이 : ① 홀챙이(금산) ② 올쳉이(논산) ③ 올챙이(논산과 금산을 제외한 전 지역)
- 개구리 : ① 개구락지(서천) ② 깨구락지(홍성) ③ 깨고리(공주) ④ 개고리(논산) ⑤ 개구리(서산, 아산, 천안, 예산, 홍성, 연기,보령, 서천, 금산) ⑥ 깨구리(당진, 부여, 대덕)
- 멸치 : ① 메리치(천안) ② 멜치(예산,청양) ③ 멸(보령, 작은 것) ④ 멸치(서산, 당진, 아산, 천안, 홍성, 공주, 연기, 부여, 서천, 대덕, 금산 보령 큰 것) ⑤ 멸:치     (논산)
- 게 : → ① 그이(서산, 당진, 천안, 예산, 홍성, 청양) ② 그:이(아산, 공주, 부여, 서천) ③ 긔(연기, 보령, 논산, 대덕) ④ 거:이(공주) ⑤ 기:(금산)
- 새우(민물, 大) : ① 징게미(아산, 연기, 부여, 논산) ② 징:게미(천안, 논산, 대덕, 금산) ③ 징검새우(보령) ④ 징:게(청양, 공주) ⑤ 물새우(서산, 당진) ⑥ 새우(홍성)
- 새우(민물, 小) : ① 새뱅이(아산, 천안, 예산, 홍성, 청양, 공주, 연기, 대덕) ② 새옹개(공주, 논산) ③ 새웅게(청양, 부여) ④ 새빙게(금산) ⑤ 새웅지(당진) ⑥ 새우(서산) ⑦ 뭍새우(보령)
- 새우(바다, 大) : ① 대와(보령, 부여, 서천, 대덕) ② 대화(서산, 당진, 서천) ③ 대하(홍성) ④ 왕:새우(아산, 천안) ⑤ 왕새우(연기) ⑥ 바닷징게(청양) ⑦ 바닷징게미(부여) ⑧ 징:게미(금산) ⑨ 징:거미(논산)
- 새우(바다, 小) : ① 새오(청양) ② 새우(청양을 제외한 전 지역)
- 다슬기 : ① 고동(당진, 아산, 청양, 서천) ② 고등(예산, 홍성) ③ 민물고등(서산, 보령) ④ 물고동(부여) ⑤ 베틀올강(천안) ⑥ 베틀올갱이(천안) ⑦ 베틀우렁(연기) ⑧ 다실게(논산) ⑨ 도실비(대덕) ⑩ 도슬비(금산) ⑪ 다슬기(연기) ⑫ 다실기(공주)
- 지렁이 : ① 거:생이(금산) ② 지링이(청양, 연기, 대덕) ③ 지렁이(천안, 공주) ④ 지렝이(서산, 당진, 예산, 홍성, 보령, 부여, 논산) ⑤ 지:렝이(서천)
- 벌레 : ① 벌거지(천안, 홍성, 청양, 부여, 대덕, 금산) ② 버러지(천안, 청양, 공주, 연기, 서천, 논산) ③ 벌러지(서산, 예산) ④ 벌게(논산) ⑤ 버레(보령) ⑥ 벌레    (당진, 아산, 천안, 홍성, 연기)
- 진딧물 : ① 뜨물(서산, 당진, 아산, 천안, 예산, 홍성, 청양, 공주, 연기, 보령, 부여, 논산, 금산) ② 진뜨물(서천) ③ 진디(홍성) ④ 진딧물(당진, 아산)
- 하루살이 : ① 깔:따귀(연기) ② 날파리(서천) ③ 하루살이(연기, 서천을 제외한 지역)
- 메뚜기 : ① 메:떼기(예산) ② 메떼기(청양, 공주, 연기, 논산, 금산) ③ 메띠기 (홍성) ④ 모:떼기(서천) ⑤ 모:띠기(보령) ⑥ 메뚜기(서산, 당진, 천안, 대덕) ⑦ 메:뚜기(아산) ⑧ 메:뛰기(부여)
- 반딧불 : ① 개똥벌레(당진, 아산, 천안, 예산, 홍성, 부여, 금산) ② 개:똥벌레(청양) ③ 개똥버러지(공주, 연기) ④ 개:똥불(서산, 보령) ⑤ 쥐똥벌레(당진)
- 쇠꼬리 : ① 쇠:꽁지(논산) ② 소꼬지(서산) ③ 소꼬리(서산, 보령) ④ 쇠꼬리(당진, 아산, 천안, 홍성, 청양, 연기, 부여, 대덕, 금산) ⑤ 쇠:꼬리(예산, 공주, 서천)
- 고양이 : ① 고이(당진, 예산, 홍성, 청양, 보령) ② 괭:이(서산, 당진, 아산, 천안, 예산, 홍성, 공주, 부여, 서천) ③ 괭이(논산, 대덕) ④ 고앵이(천안, 홍성, 청양, 연기, 대덕, 금산) ⑤ 고양이(서산, 보령)
- 암코양이 : ① 암코이(서산, 당진) ② 암고이(청양, 공주) ③ 암쾡이(당진, 아산, 예산, 홍성, 보령, 부여, 논산, 대덕) ④ 암코앵이(연기) ⑤ 암꼬앵이(금산) ⑥ 암쾡:이(서천)
- 진달래 : ① 창꽃(대덕) ② 참꽃(금산) ③ 진달레(서산, 당진, 아산, 천안, 예산, 홍성, 청양, 공주, 연기, 보령, 대덕, 서천) ④ 진달리(공주, 부여, 논산)
- 냉이 : ① 나승겡이nasɨŋgeŋi(서산, 천안) ② 나싱겡이nasyiŋgeŋi(아산) ③ 나상개nasaŋgE(당진) ④ 나승게nasɨŋge(예산,청양) ⑤ 나승개nasɨŋgE(당진) ⑥ 나숭개nasuŋgE(홍성, 보령) ⑦ 나싱게nasyiŋge(부여, 논산, 금산) ⑧ 나쑹게nasʉŋge(서천) ⑨ 나싱개nasyiŋgE(대덕)
- 딸기 : ① 딸:기(서산, 당진, 아산, 예산, 홍성, 청양, 보령, 금산) ② 딸기(연기,대덕) ③ 딸:구(천안, 논산) ④ 딸구(홍성, 공주, 연기, 서천) ④ 딸:(금산)

### 충청북도 방언 어휘
- 김치 : ① 김치(진천, 충주, 단양, 청주, 괴산) ② 짐치(충주, 제천, 괴산, 보은, 옥천) (김치 : 무로 담근 것. 짠지 : 배추로 담근 것.)
- 간장 : ① 간장(진천, 제천, 옥천) ② 장:물(음성, 충주, 제원, 단양, 괴산, 보은, 옥천, 영동) ③ 지렁물(진천, 청주) ④ 기령(제천) ⑤ 기렁(단양)
- 상추 : ① 부루(진천) ② 상추(진천, 음성, 충주, 단양, 청주, 괴산, 보은, 옥천, 영동) ③ 상치(충주)
- 눌은밥 : ① 누름밥(진천) ② 누룸밥(제천, 청주, 보은, 옥천, 영동) ③ 누룽밥(음성, 충주) ④ 누룬밥(괴산) ⑤ 물누룽지(단양)
- 숭늉 : ① 숭님(영동) ② 숭넹(괴산) ③ 숭늉(진천, 제천, 충주, 청주) ④ 숭눙(음성) ⑤ 숭냉(음성) ⑥ 숭낭(괴산) ⑦ 숭낭물(옥천) ⑧ 숭녕(영동) ⑨ 숭냥(영동)
- 식혜 : ① 식헤(진천, 음성, 충주, 제천, 청주, 괴산, 보은, 옥천, 영동) ② 감주(단양, 음성, 충주, 괴산) ③ 단술(단양, 진천, 청주, 보은, 옥천, 영동) ※ 제상에 올리는 건더기만을 ‘식헤’라고 함.
- 뚜껑 : ① 뚜껑(진천, 청주, 괴산, 옥천, 영동) ② 뚜께(음성, 단양, 보령, 부여) ③ 뚜에(충주, 보은) ④ 뚜꽁(충주)
- 뚝배기 : ① 투가리(진천, 음성, 충주, 제천, 단양) ② 툭베기(제천, 괴산, 보은, 옥천, 영동)
- 성냥 : ① 성냥(옥천을 제외한 나머지 지역) ② 성낭(옥천)
- 그을음 : ① 끄:름(진천, 음성, 충주, 제천, 단양, 청주, 영동) ② 끄:럼(괴산, 보은, 옥천) ③ 그:름(음성)
- 열쇠 : ① 열:쇠(진천, 음성, 충주, 청주, 보은, 옥천) ② 열:떼(제천, 청주, 괴산, 보은, 영동) ③ 열:세(단양) ④ 자물쇠(영동)
- 어머니 : ① 엄니(진천) ② 어머니(진천, 음성, 충주, 제천, 청주, 괴산, 보은, 옥천) ③ 어머이(단양, 영동)
- 아버지 : ① 아부지(단양, 청주, 옥천, 영동) ② 아버이(옥천) ③ 아버지(진천,음성, 충주, 제천, 괴산, 보은)
- 도련님 : ① 도련님(충주, 제천, 청주, 괴산, 옥천) ② 데련님(영동) ③되련님(보은) ④ 데렌님(음성, ‘아재’라고 일컫기도 함.) ⑤ 데린님(충주, 단양) ⑥ 되렌님       (진천)
- 고기(魚) : ① 괴기(진천, 음성, 충주, 제천, 청주, 괴산, 보은, 옥천, 영동) ② 고기(단양) ③ 생선(옥천)
- 창자(<腸子) : ① 창새기(청주, 영동) ② 창사(진천, 청주, 음성, 옥천, 괴산, 보은) ③ 창사구(보은) ④ 창자(단양, 괴산, 보은) ⑤ 창시(제천) ⑥ 창수(충주) ⑦ 창지(단양) ⑧ 창사구(보은) ⑨ 고기쳉이(단양)
- 올챙이 : ① 올챙이(진천, 청주, 보은, 옥천, 영동) ② 올쳉이(음성, 제천, 단양) ③ 올:쳉이(충주)
- 개구리 : ① 깨구리(진천, 제천, 단양, 괴산, 보은, 옥천, 영동)  ② 개구리(진천, 음성, 충주)
- 멸치 : ① 메리치(보은) ② 멜치(제천, 청주) ③ 멸치(옥천) ④ 메루치(진천) ⑤ 메러치(음성, 충주, 영동) ⑥ 메레치(괴산) ⑦ 미리치(단양)
- 게 : → ① 그이(진천, 음성, 충주, 괴산) ② 그:이(청주) ③기:(제천, 단양, 괴산, 보은, 옥천, 영동)
- 새우(민물, 大) : ① 징게미(옥천) ② 징:게미(제천, 청주, 괴산, 보은) ③ 징:기미(진천, 음성, 단양) ④ 징:게(충주) ⑤ 왕새우(단양) ⑥ 말징기미(영동) ⑦ 말대징기미(영동)
- 새우(민물, 小) : ① 새뱅이(진천, 음성, 충주, 청주, 옥천) ② 새벵이(괴산) ③ 새부랭이(보은) ④ 사붕개(영동) ⑤ 새우(제천, 단양)
- 새우(바다, 大) : ① 대화<大蝦>(제천, 단양) ② 징:게미(충주) ③ 징:기미(음성, 보은)  ④ 징기미(괴산) ⑤ 말징게미(옥천) ⑥ 새우(진천, 음성, 영동) ※ 청주에는 해당 어휘가 없음.
- 새우(바다, 小) : ① 새오(괴산) ② 새우(괴산을 제외한 전 지역) ※ 괴산에서는 ‘징기미’라고도 함.
- 다슬기 : ① 베틀올겡이(진천) ② 베틀올겡이(진천) ③ 올벵이(음성, 충주, 제천) ④ 올뱅이(영동) ⑤ 베틀올강(청주) ⑥ 베틀올갱이(천안) ⑦ 올:겡이(괴산) ⑧ 도     실비(옥천※ 충남 대덕) ⑧ 골벵이 (단양)
- 지렁이 : ① 끌:껭이(영동) ② 지:링이(음성) ③ 지:렁이(진천, 충주) ④ 지렝이  (청주, 옥천) ⑤ 지:렝이(제천, 단양, 괴산, 보은)
- 벌레 : ① 벌거지pəlgəji(충주, 제천, 단양, 보은※충남 천안, 홍성, 청양, 부여, 대덕, 금산) ② 뻘꺼찌pɜlgəji(옥천, 영동) ③ 버러지(단양, 청주, 괴산※ 충남 천안, 청양, 공주, 연기, 서천, 논산) ④ 벌게(논산) ⑤벌레(진천, 음성, 충주, 제천, 청주, 괴산  ※충남 당진, 아산, 천안, 홍성, 연기)
- 진딧물 : ① 뜨물(충주, 제천, 단양, 청주, 괴산 ※ 충남 서산, 당진, 아산, 천안, 예산, 홍성, 청양, 공주, 연기, 보령, 부여, 논산, 금산) ② 뜬물(진천, 보은, 옥천, 영동) ③ 진드물(충주) ④ 진뎃물(음성)
- 하루살이 : 충북 전지역에서 ‘하루살이’라고 함.
- 메뚜기 : ① 메떼기(옥천 ※충남 청양, 공주, 연기, 논산, 금산) ② 메띠기(음성, 괴산, 보은, 영동※충남 홍성) ③ 메:띠기(제천)  ④메뛰기(음성, 청주, 괴산) ⑤ 메뚜기(진천, 충주※충남서산, 당진, 천안, 대덕) ⑦ 미띠기(단양)
- 반딧불 : ① 개똥벌레kɛt'oŋbəlle(진천, 옥천※충남 당진, 아산, 천안, 예산, 홍성, 부여, 금산) ② 개똥벌레kɛt'oŋbəllE(충주, 단양, 청주) ③ 개똥불(음성, 제천, 괴산    ※충남 서산, 보령에서는 ‘개’를 길게 발음함.) ④ 개똥벌거지(보은, 영동) ⑤ 반딧불(음성)
- 쇠꼬리 : ① 쇠:꽁지(괴산 ※충남 논산) ② 소꼬리(제천, 단양※ 충남 서산, 보령) ③ 쇠:꼬리(진천, 음성, 충주, 청주, 괴산※충남 예산, 공주, 서천)  ④ 쇠꼬리(옥천, 영동※ 충남 당진, 아산, 천안, 홍성, 청양, 연기, 부여, 대덕, 금산) ⑤ 쇠:꼬렝이(보은)
- 고양이 : ① 고이(진천 ※충남 당진, 예산, 홍성, 청양, 보령) ② 괭:이(옥천, 영동※충남 서산, 당진, 아산, 천안, 예산, 홍성, 공주, 부여, 서천) ③ 고얭이(음성, 청주, 보은 ※충남 천안, 홍성, 청양, 연기, 대덕, 금산) ④ 고:얭이(진천, 제천) ⑤ 고:양이(충주) ⑥ 고:넹이(제천,단양) ⑦ 고넹이(괴산)
- 암코양이 : ① 암쾡이(옥천, 영동※ 충남 당진, 아산, 예산, 홍성, 보령, 부여, 논산, 대덕)  ② 암코얭이(진천, 괴산 ※충남 연기)③ 앙꼬녱이(제천,단양) ④ 암코양이(충주) ⑤ 암꼬얭이(음성, 괴산, 보은)
- 진달래 : ① 참꽃(청주, 영동 ※ 충남 금산) ② 창꽃(진천, 음성, 충주, 제천, 단양, 괴산, 보은, 옥천, 영동※충남 대덕) ③ 진달레(제천※충남 서산, 당진, 아산, 천안, 예산, 홍성, 청양, 공주, 연기, 보령, 대덕, 서천)
- 냉이 : ① 나셍이(진천, 음성, 충주, 제천, 단양, 괴산) ② nasyiŋgE(보은 ※충남 대덕)  ③ 나싱개(영동) ④ 나씽개(옥천) ⑤ 나시(청주) ⑥ 냉:이(충주)
- 딸기 : ① 딸:기(충주※ 충남 서산, 당진, 아산, 예산, 홍성, 청양, 보령, 금산) ② 딸기(진천, 제천, 청주 ※충남 연기,대덕) ③ 딸:구(괴산 ※충남 천안, 논산) ④ 딸구(진천, 음성, 청주 ※충남 홍성, 공주, 연기, 서천) ④ 딸:(보은, 옥천, 영동 ※충남 금산)
- 가지(枝) : ① 가쟁이(보은) ② 가젱이kajEŋi(충주, 괴산) ② 가지(진천, 음성, 충주, 단양, 청주, 보은, 옥천, 영동)

### 그 밖 (표준어) → (충청도 방언) 비교
- ㄱ
- 가깝다 → 가찹다
- 가르치다 → 갈키다, 가리키다
- 가장자리 → 가생이
- 거의 → 거지반, 거진
- 그렇다 → 기다(충남) *충북에선 '그렇다'가, 충남에선 '기다'가 주로 쓰인다.
- 그릇 → 그륵, 그럭
- 그리고 → 그라고, 그라구, 그리구
- 계집애 → 기집애(충청 북부), 가시내(충청 남부)
- ㄴ
- 남기다 → 냉기다, 냄기다, 냄구다
- 놀라다 → 놀래다
- 놀래다 → 놀래키다
- ㄷ
- 다슬기 → 올갱이, 올뱅이, 도솔비
- 들르다 → 들리다
- 등 → 등어리
- 뜰 → 뜨럭
- 되게 → 디게
- ㅁ
- 모양 → 모냥
- 무릎 → 무르팍, 무름팍
- 묶다 → 쩜매다, 짬매다
- ㅂ
- 뱀 → 뱜
- 뼈 → 뼉다구
- ㅅ
- 숨기다 → 숨키다
- 씨레기 → 씨라구
- 씻기다 → 씻히다[씨치다], 씻그다
- ㅇ
- 아궁이 → 고쿠락
- 아버지 → 아부지
- 어머니 → 엄니
- 언덕 → 날맹이, 날맹, 날망
- 없다 → 읎다
- 이제 → 인제, 인자
- 일어나다 → 인나다
- 예쁘다 → 이쁘다
- ㅈ
- 잠그다 → 잠구다
- 젓가락 → 저범, 저본
- 줍다 → 줏다
- ㅊ
- 참가시키다 → 사쿠다
- ㅍ
- 파전, 부침개 → 문주, 부치미
- ㅎ
- 피곤하다 → 대간하다, 대근하다
- 하다 → 허다
- 하루살이(뿐만 아니라 모기 같은 작은 벌레) → 깔다귀, 깔다구
- 호주머니 → 호랑
- 흉보다 → 숭보다
- 어미
- ~요 → ~유
- ~야 → ~여
- ~거야 → ~거여/~겨
- ~거야? → ~거여?/~겨?, ~쳐?
- ~래 → ~랴
- ~래? → ~려?, ~랴?
- ~해 → ~혀, ~햐
- 돼(되다의 활용형) → 뎌, 댜, "도ㅑ"
- -니 → -냐[9]
- -며 → -매 *경기 방언과는 다르게 상대방에게 발언을 재확인할 때에만 -매로 쓰이고 그 이외는 -며가 쓰인다. "네가 하라며", "네가 하라고 했잖아" → "니가 하라매") (니가 하라매 → 니가 허라메)
- 활용
- 그래 → 그려(충북, 충남), 기여/겨(충남)
- 아니야 → 아녀
- 편가르기 구호
- 대전 : 우에우에우에시다리 / 우에시다리 시단말이(찌단말이) 없어요 없어요 없어요 / 찌단말없기 / 돈백만원내놓기 / 내놓기내놓기

## 일화
충청도는 양반의 고장이라 말이 느리다는 속설이 있다. 어느 날, 한 아버지가 아들과 함께 길을 걸어갔다. 그런데 갑자기 산 높은 곳에서 큰 바윗덩어리가 아버지를 향해 굴러 떨어지고 있었다. 그것을 본 아들이 "아~부~지~ 돌~ 굴~러~가~유~" 라고 차마 말을 다 끝마치기도 전에 돌은 아버지를 덮치고 말았다는 충청도 사투리에 얽힌 이야기가 있다.

## 참고 문헌
- 김형규, 〈충청남북도 방언 연구〉, ≪학술원논문집≫, 1972[쪽 번호 필요]
- 도수희, 〈충청도 방언의 특징과 그 연구〉, 국어연구소, 1987[쪽 번호 필요]